# Los Conscrits del Lengadòc
Los Conscrits del Lengadòc (Els Reclusos del Llenguadoc en català, Les Conscrits du Languedoc en francès) és una cançó llenguadociana, cantada pel grup musical Lou Dalfin (de les Valadas Occitanas), que també té una versió en francès.

## Descripció
La cançó, emmarcada en l'antimilitarisme occità, torna a l'època de Napoleó, i pertany a l'àlbum de Lou Dalfin anomenat L'Oste del Diau.